# 895
895 (DCCCXCV) fue un año común comenzado en miércoles del calendario juliano, en vigor en aquella fecha.

## Acontecimientos
- León VI el Sabio pide ayuda a los magiares para combatir a los búlgaros

## Nacimientos
- Athelstan de Inglaterra.
- Ce Ácatl Topiltzin Quetzalcóatl, gobernante de Tollan-Xicocotitlan

## Fallecimientos
- Hugo de Alsacia
- Minamoto no Tōru
- Ricarda de Andlau